# Johan Rothstein
Bengt Johan Rothstein, född 30 juni 1963 på Lidingö, död 11 november 2018 i Sofia församling i Stockholm, var en svensk sångare, låtskrivare, översättare och socionom.

## Biografi
Johan Rothstein är mest känd som sångare i Toms Tivoli. Han släppte år 2002 soloskivan "Sorgliga sånger", producerad av Tony Thorén. Rothstein är gravsatt i minneslunden på Katarina kyrkogård i Stockholm.